# Pamela Holmberg
Pamela Carina Holmberg, född 22 augusti 1954, är en svensk skådespelare.

## Biografi
Holmberg fick sin utbildning vid Statens Scenskola i Göteborg. Därefter var hon engagerad vid Länsteatern i Jönköping innan hon 1981 blev knuten till Östgötateatern i Norrköping-Linköping. Hon har medverkat i teateruppsättningar som bland andra Lena och Percy Präriehund, Dunkla drifter, Samhällets stöttepelare, Samtal efter en begravning och Skilda sovrum. 
Hon spelade rollen som Sonja i Sven Delblancs folkkära TV-serie Hedebyborna 1978–1982. 1979 medverkade hon även i Moa Martinson-filmatiseringen Mor gifter sig och Selma Lagerlöf-filmatiseringen Charlotte Löwensköld.

## Filmografi
- 1978–1982 – Hedebyborna
- 1979 – Charlotte Löwensköld
- 1979 – Mor gifter sig (TV-serie)

## Teater

### Roller (ej komplett)
| År   | Roll  | Produktion               | Regi             | Teater         |
| ---- | ----- | ------------------------ | ---------------- | -------------- |
| 1995 | Senja | Tupilak Per Olov Enquist | Voula Kereklidou | Östgötateatern |